# Adorazione dei Magi (Velázquez)
L'Adorazione dei Magi è un dipinto dal pittore spagnolo Diego Velázquez realizzato nel 1619 e conservato nel Museo del Prado di Madrid in Spagna.
È stato ipotizzato che questo quadro sia un ritratto di famiglia: Gesù rappresenterebbe la figlia, la Vergine sua moglie, Melchiorre sarebbe Pacheco, Gasparre Velázquez medesimo e Baldassare un servitore.